# Cryptotrochus carolinensis
Cryptotrochus carolinensis är en korallart som beskrevs av Stephen D. Cairns 1988. Cryptotrochus carolinensis ingår i släktet Cryptotrochus och familjen Turbinoliidae. Inga underarter finns listade i Catalogue of Life.